# Nordborg
Nordborg (en danés Nørborg; en alemán: Norburg; en juto del sur: Nöboe) es una ciudad de Dinamarca que se encuentra en la isla de Als y posee una población de 6.650 habitantes (2012). En la ciudad se encuentra el Castillo de Nordborg, el cual es utilizado como internado.